# ويليام هنري جايلز كينغستون
ويليام هنري جايلز كينغستون (بالإنجليزية: William Henry Giles Kingston) (و. 1814 – 1880 م) هو كاتب، ولغوي، ومترجم، وكاتب للأطفال بريطاني، ولد في لندن، توفي عن عمر يناهز 66 عاماً.